# Parc national de la Rusizi
Pour les articles homonymes, voir Rusizi.
Le parc national de la Rusizi (parfois appelé à tort parc national de Rusizi) est un parc national burundais situé à environ 15 km au nord de Bujumbura dans la province de Bubanza.

## Présentation
Sa superficie est de 5 932 ha.
Le parc est situé à proximité de la rivière Rusizi. 

## Protection
Le parc a été créé en 1980. Il est particulièrement connu pour sa population d'hippopotames.
Il a été classé site Ramsar le 5 juin 2002.

## Galerie

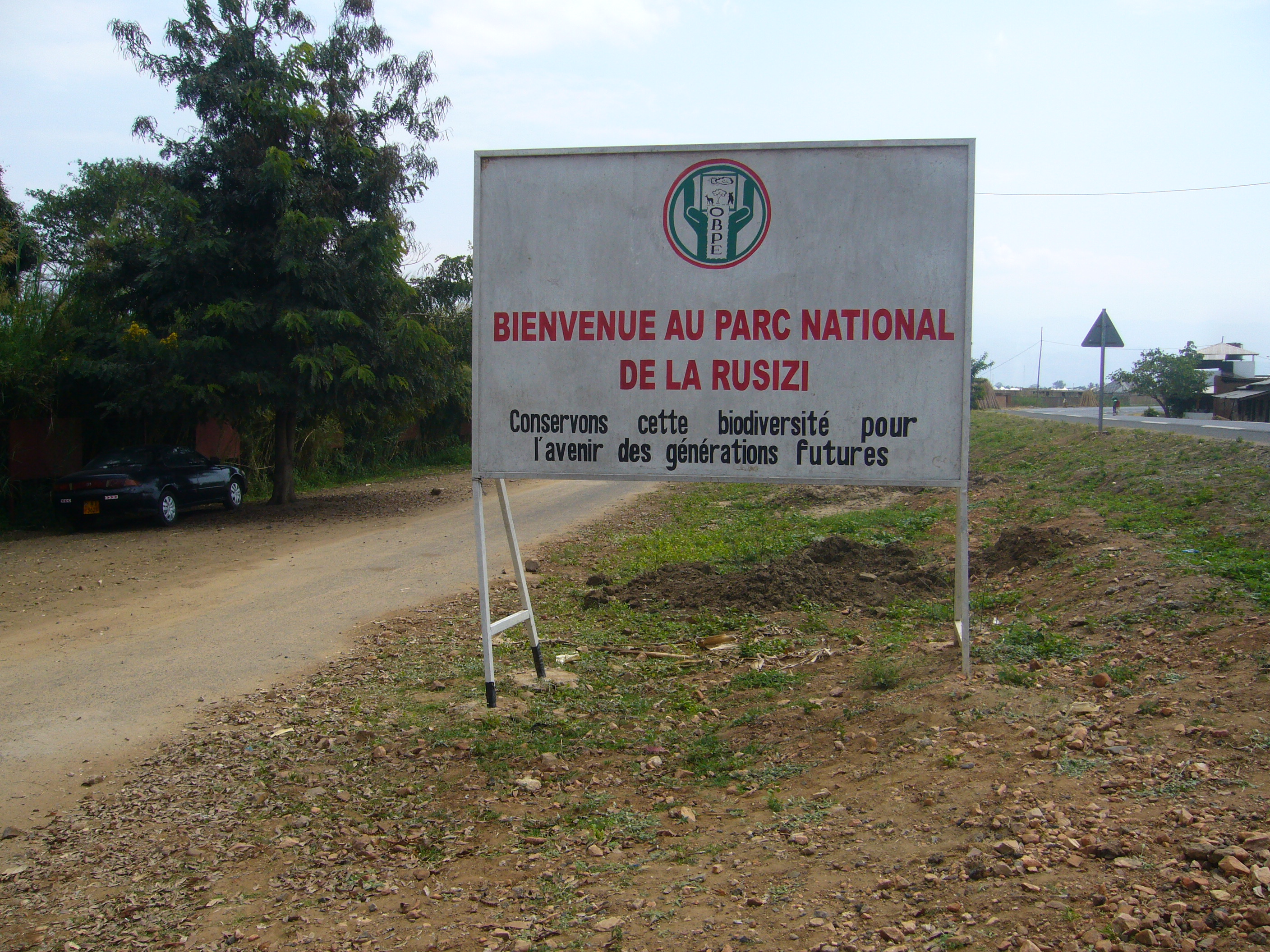
Bienvenue au Parc national de la Rusizi.
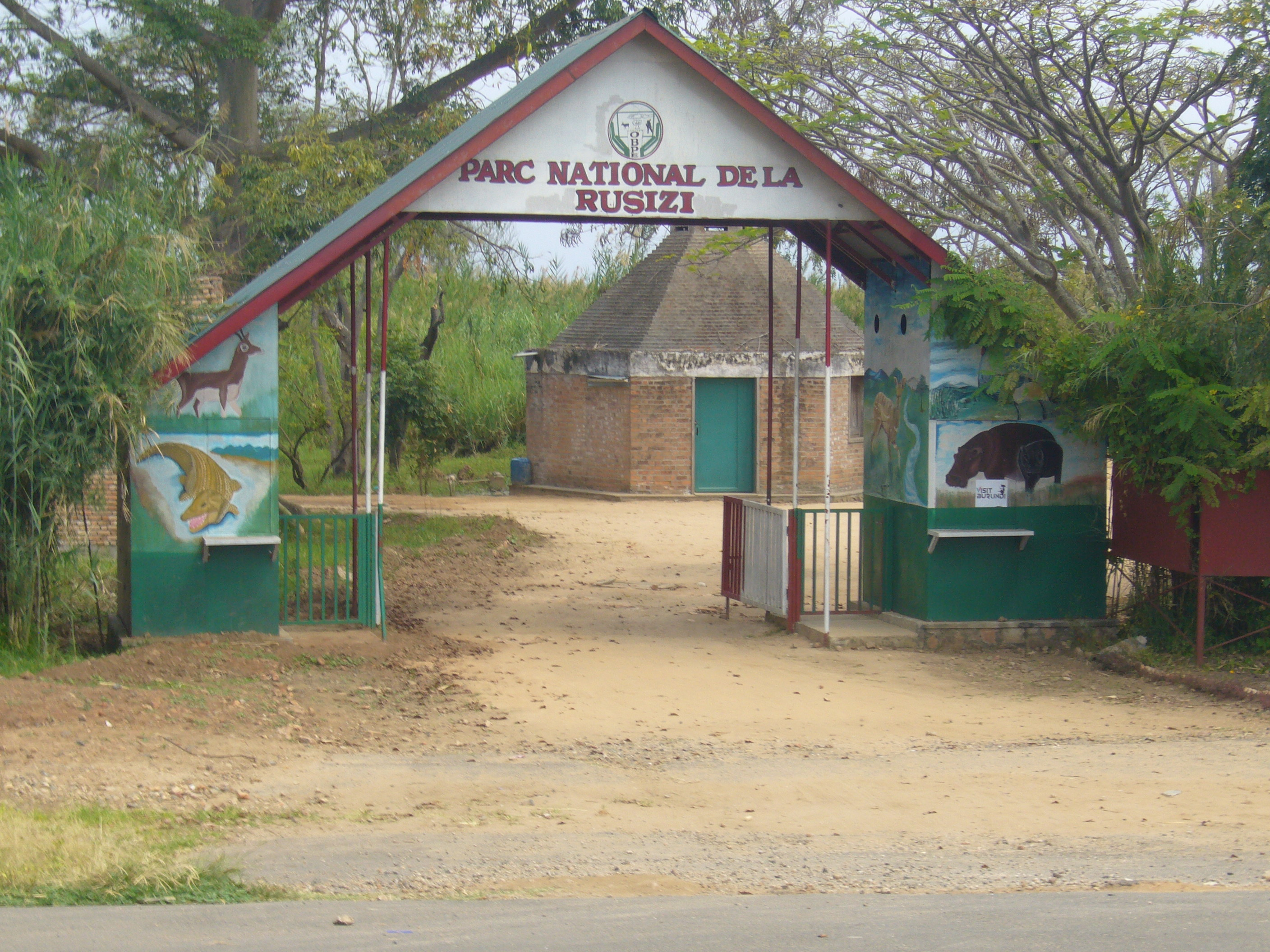
Entrée du Parc (2022).
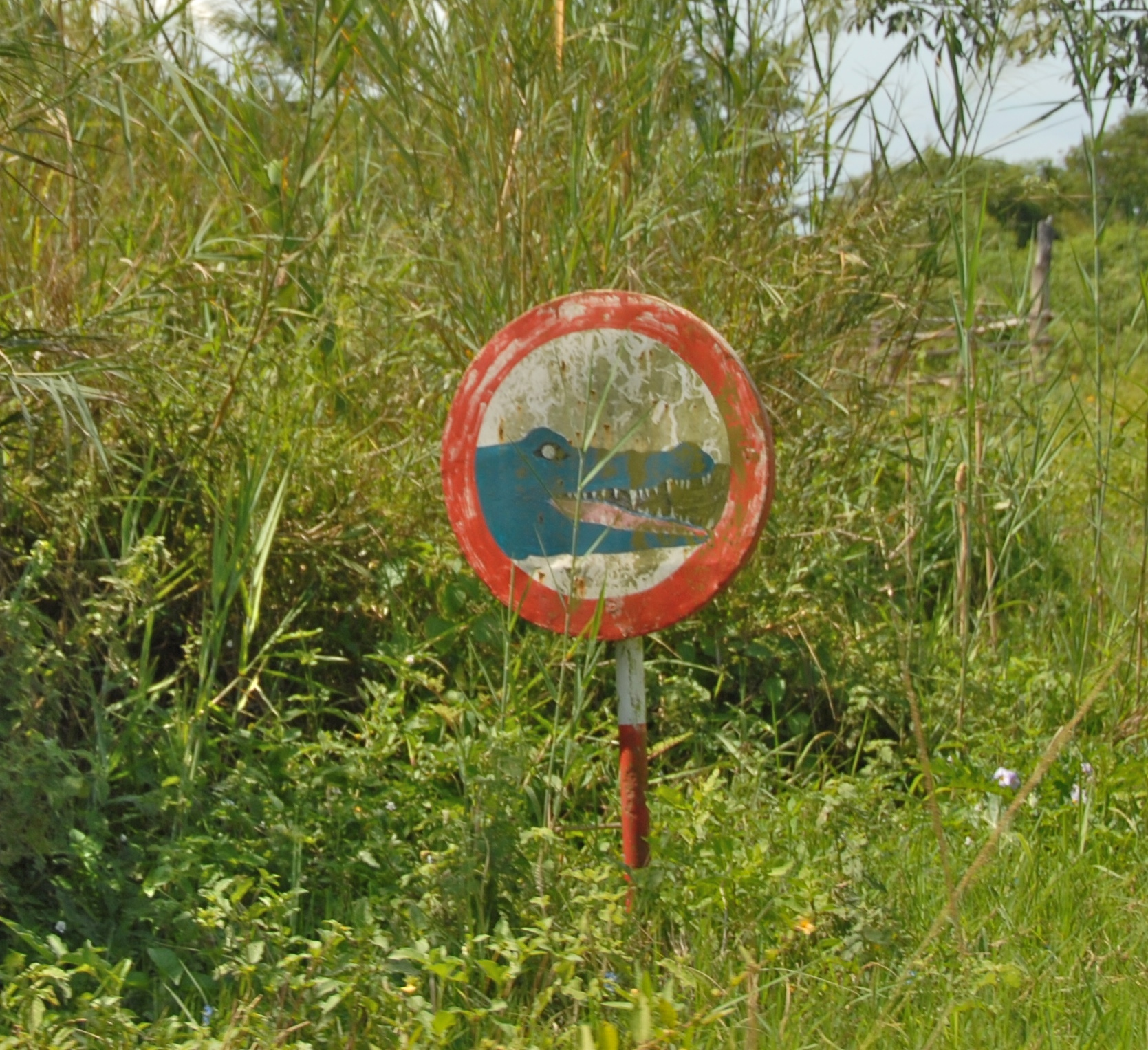
Attention à Gustave, le croco tueur !
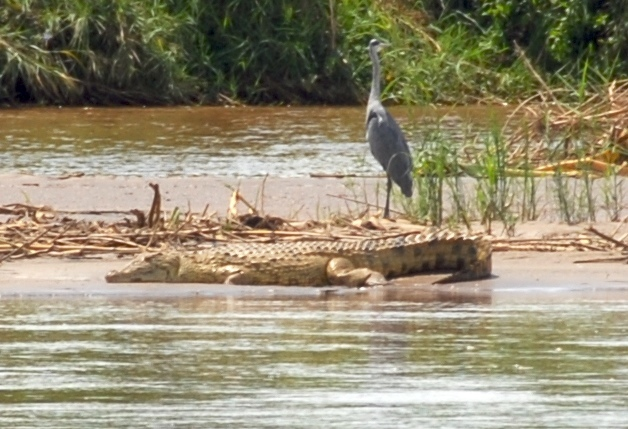
Sur la Rusizi (2007).
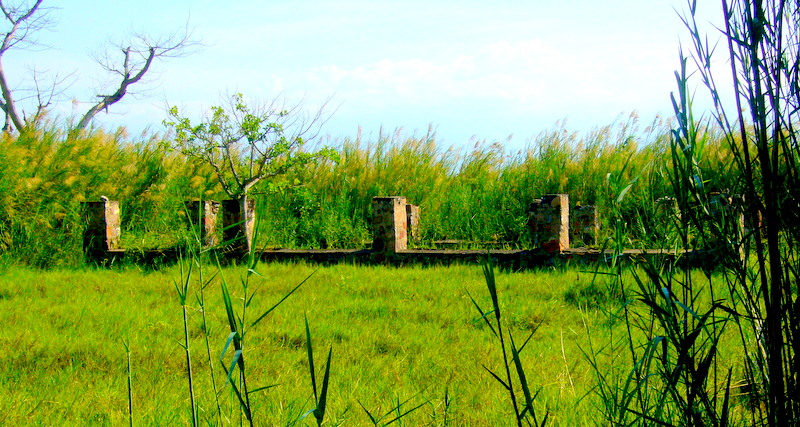
Ruines de cage d'un «crocodile Gustave» dans le Parc (2022).
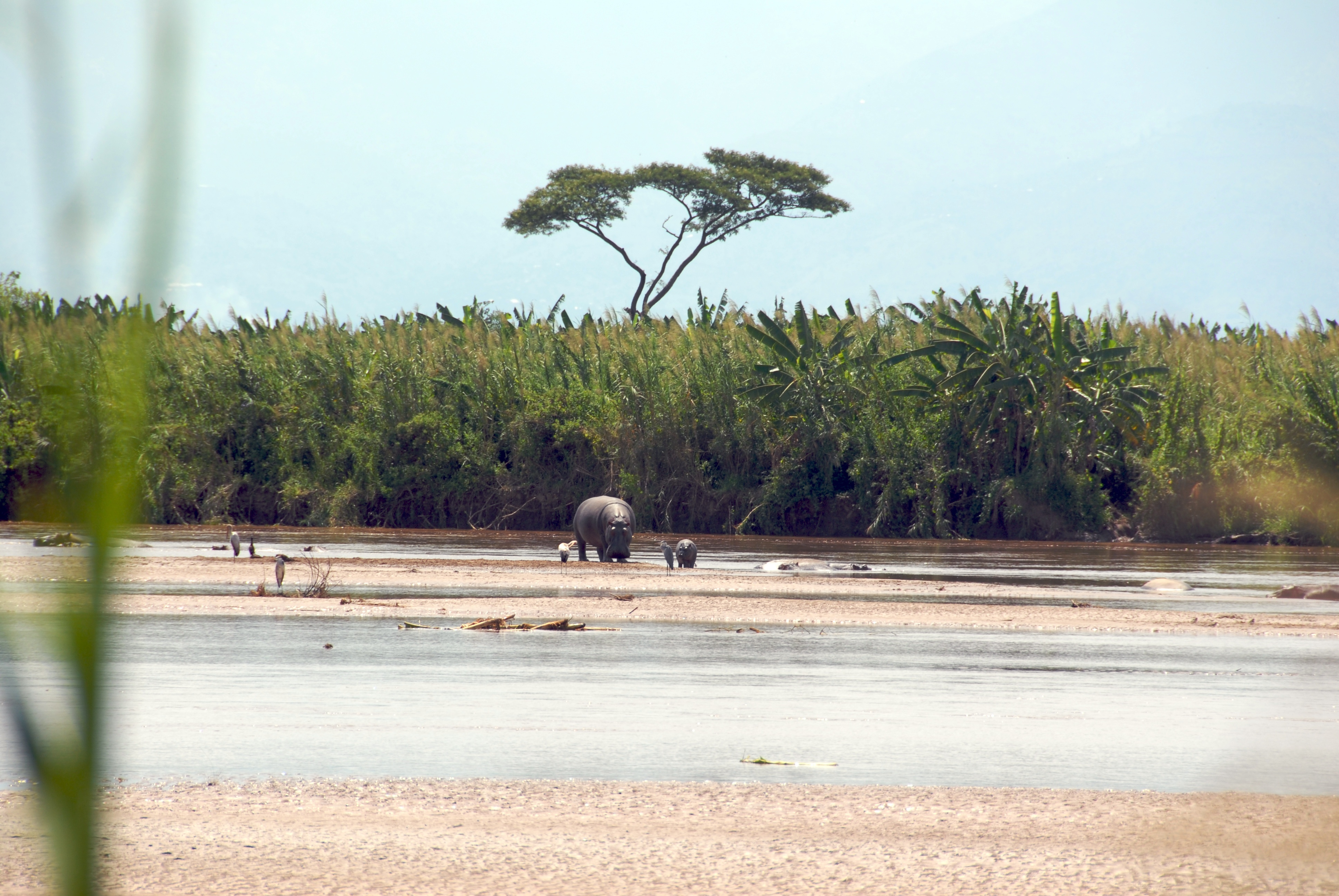
Hippopotamme amphibie et son petit (2007).
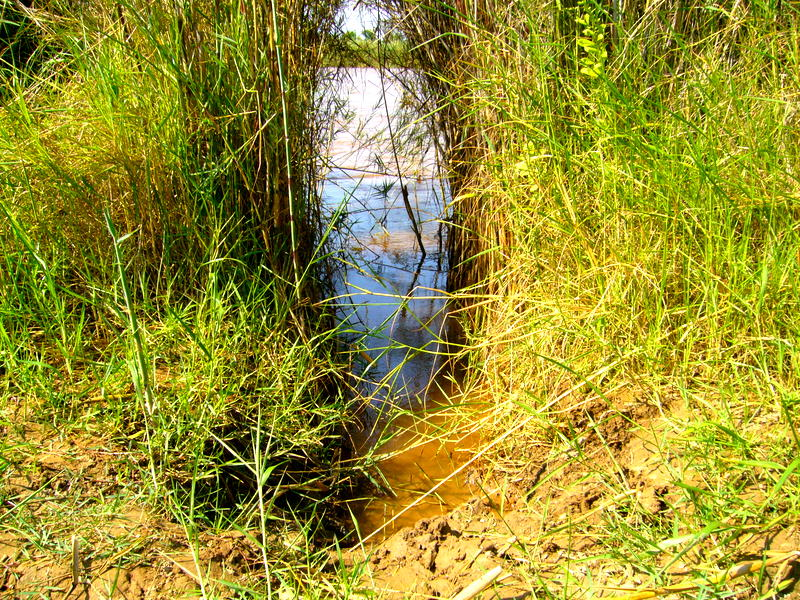
Le chemin des Hippopotames ; ne les dérangez pas !
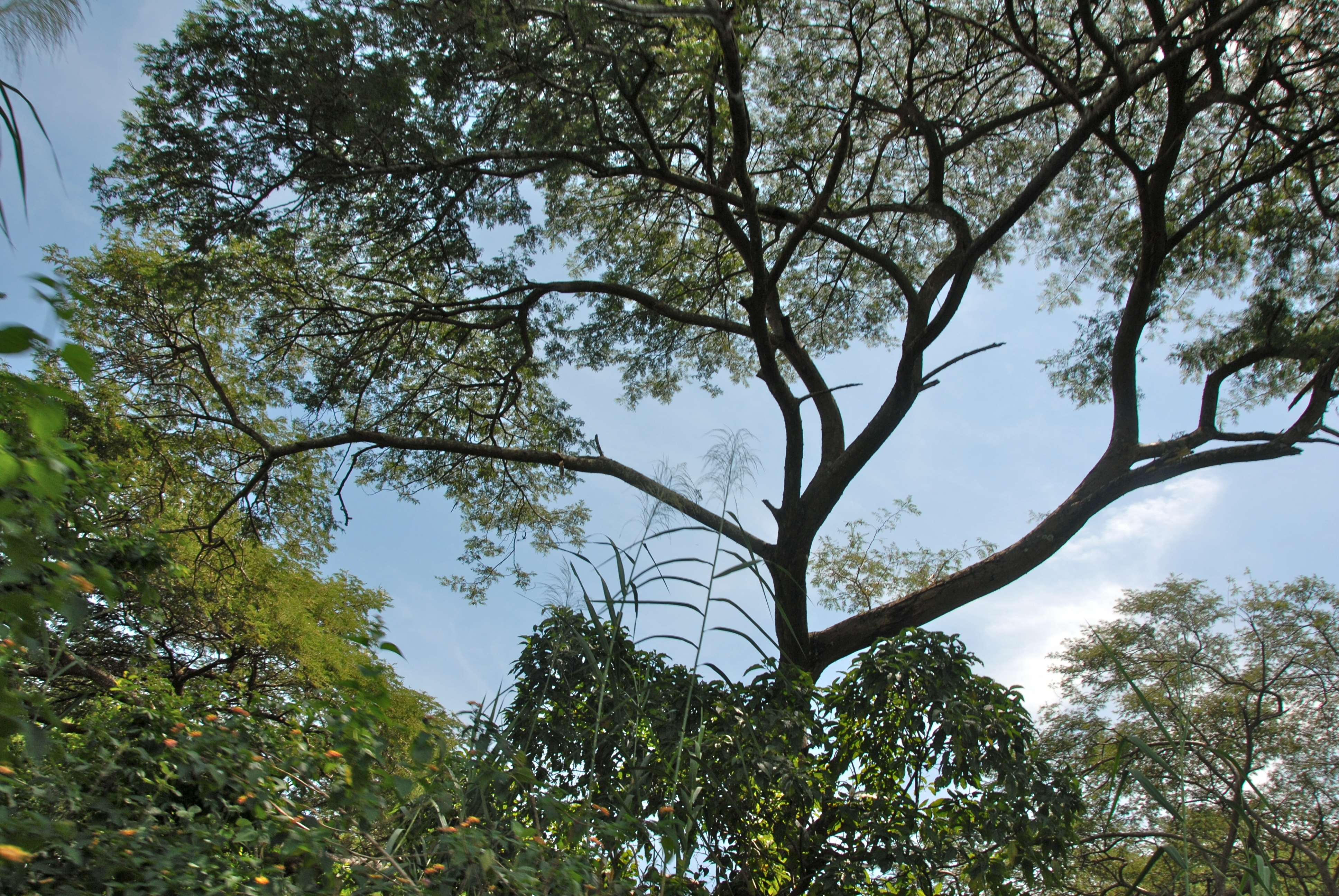
Un Acacia près de l'eau (2007).
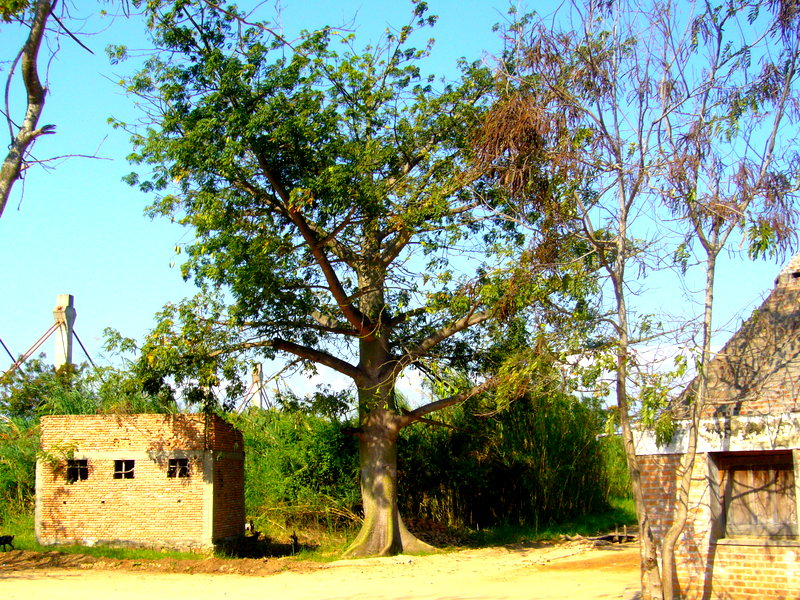
Dans le Parc national on trouve un arbre « umusufe » (arbre centenaire, planté selon les coutumes ancestrales).
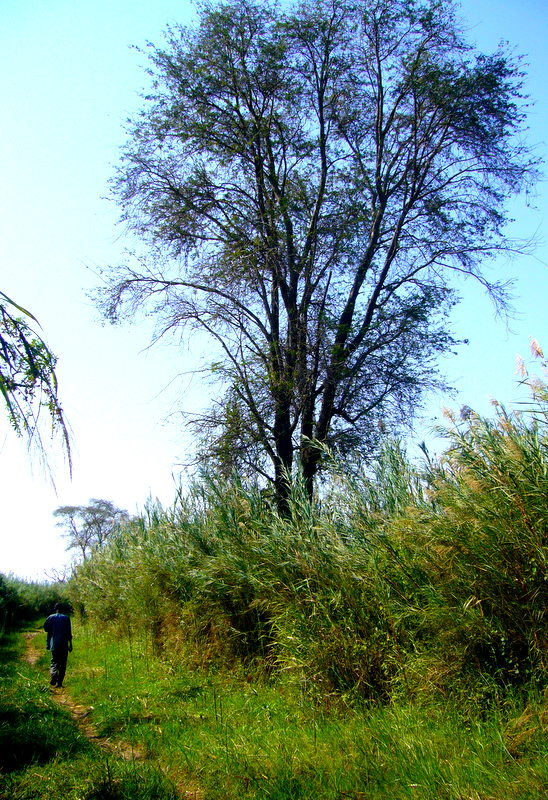
Un bouleau (2022).
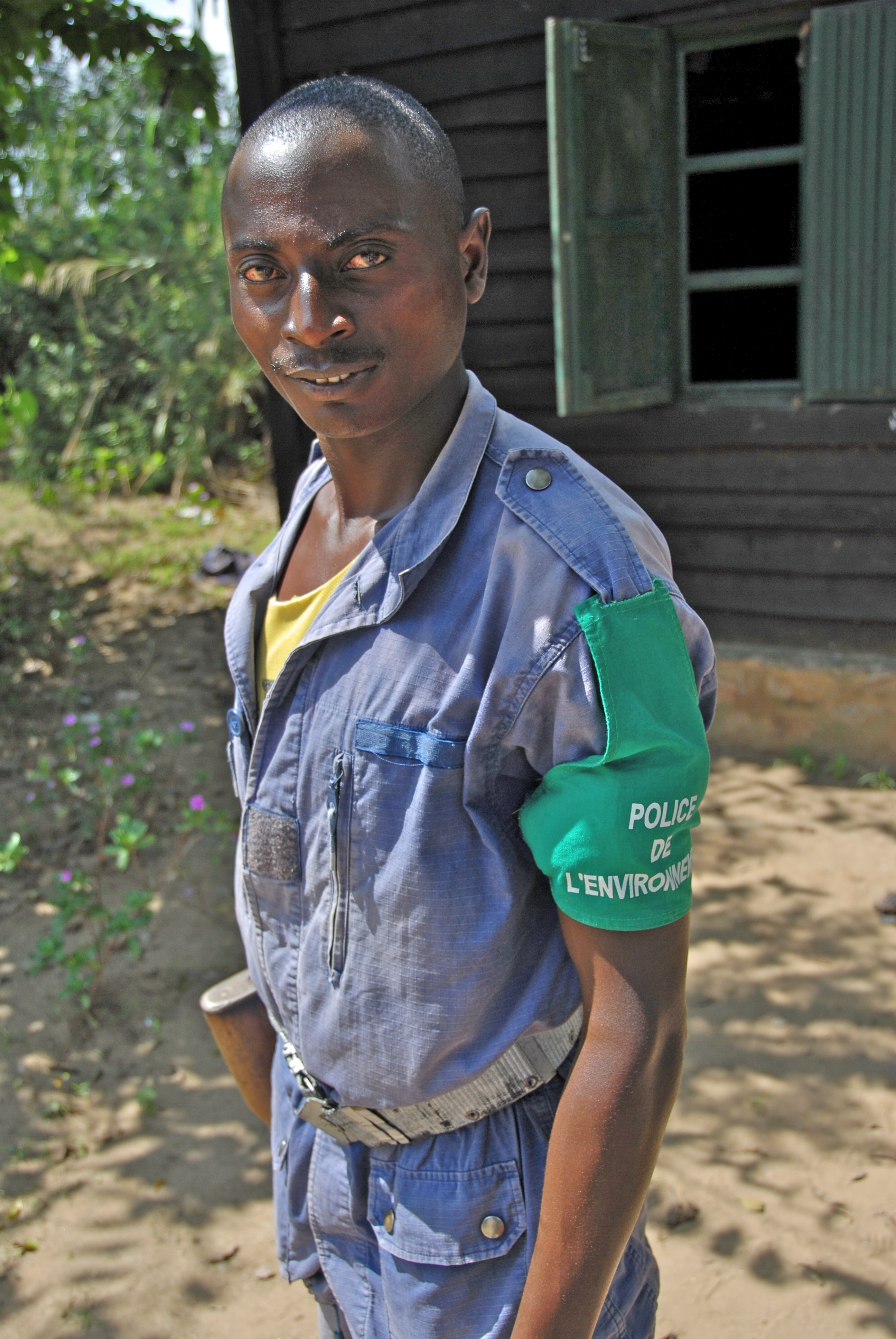
Les gardes forestiers sont là pour protéger le Parc national du braconnage et de la pollution. Cet environnement est précieux pour la survie des espèces locales (endémiques) et doit être conservé intact pour les générations à venir...
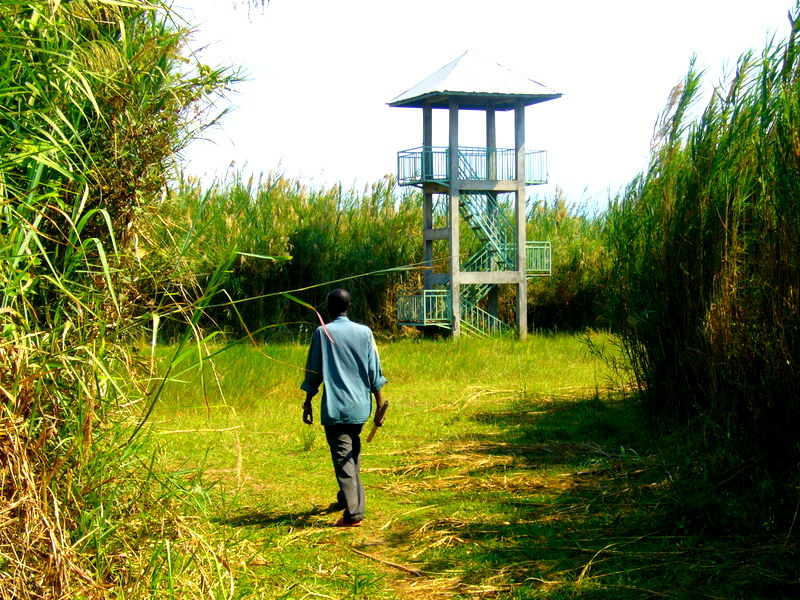
... ils utilisent par exemple des balcons d'observation pour voir au loin.
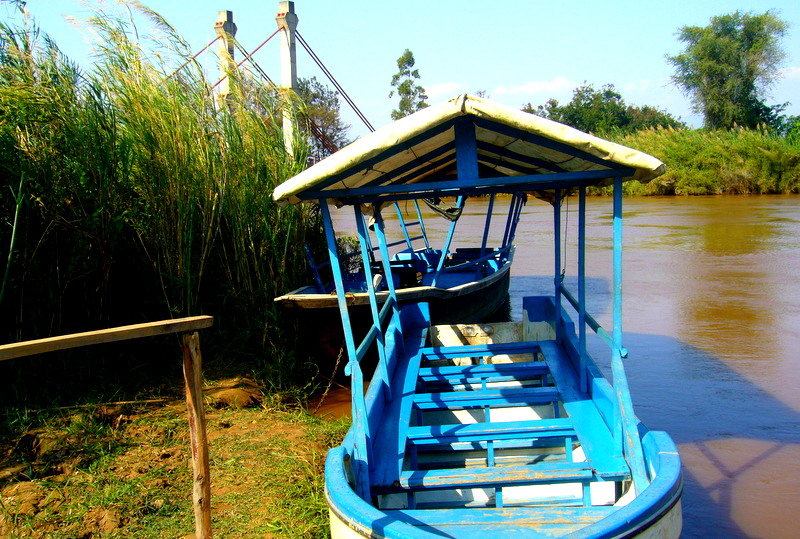
Bateaux touristiques sur la Rusuzi (2022).
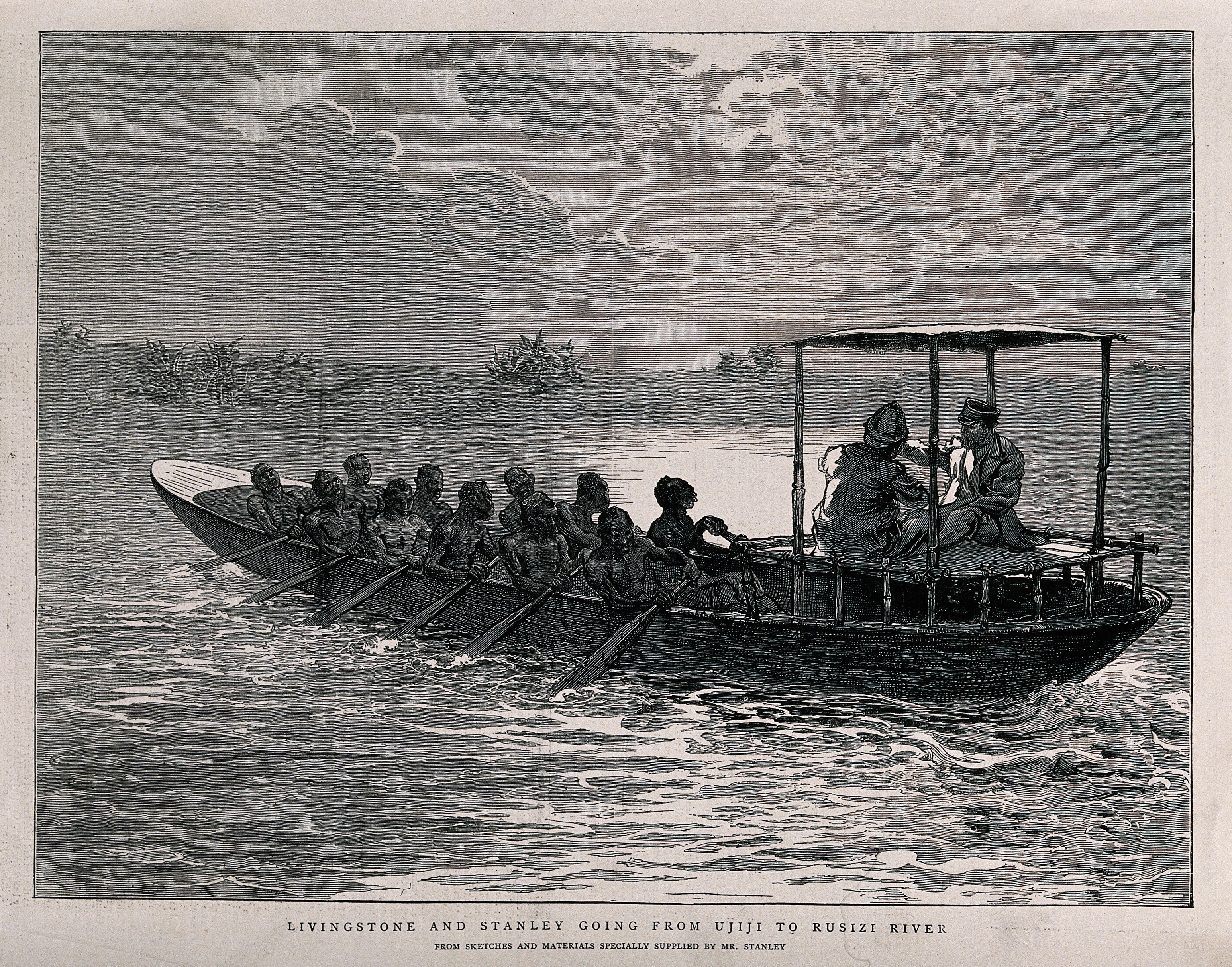
Les colons et explorateurs anglais David Livingstone et Henry Morton Stanley sont passés par là au milieu du XIXe siècle.
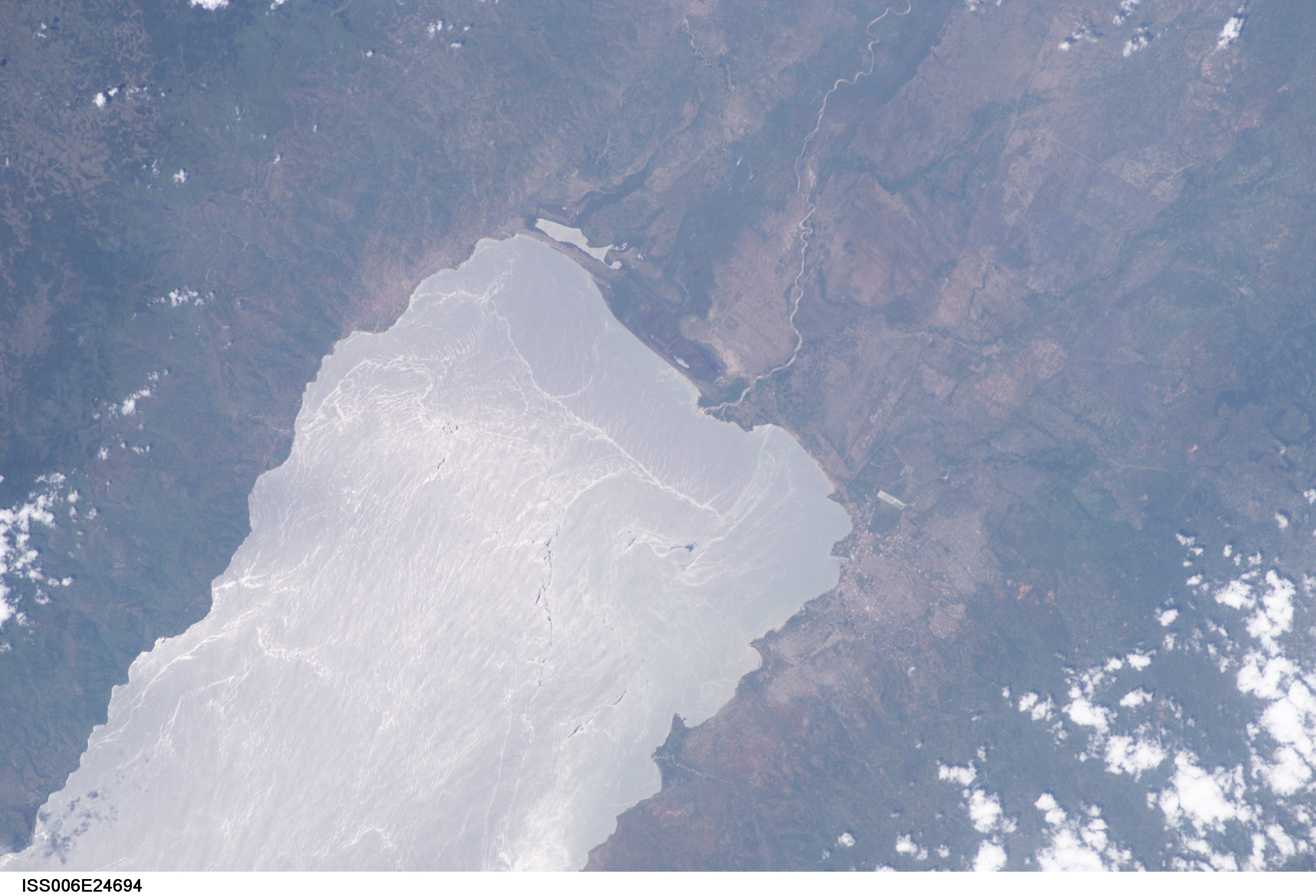
Vue de la mission ISS006-E-24694 du delta de la Rusizi et du lac Tanganyika.
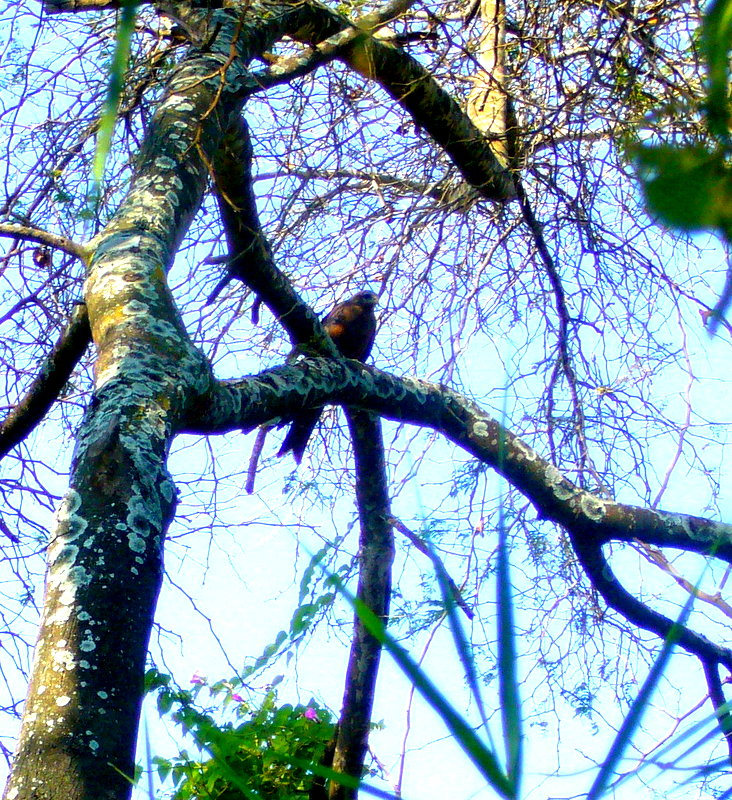
Un aigle dans le parc national. Juin 2022.
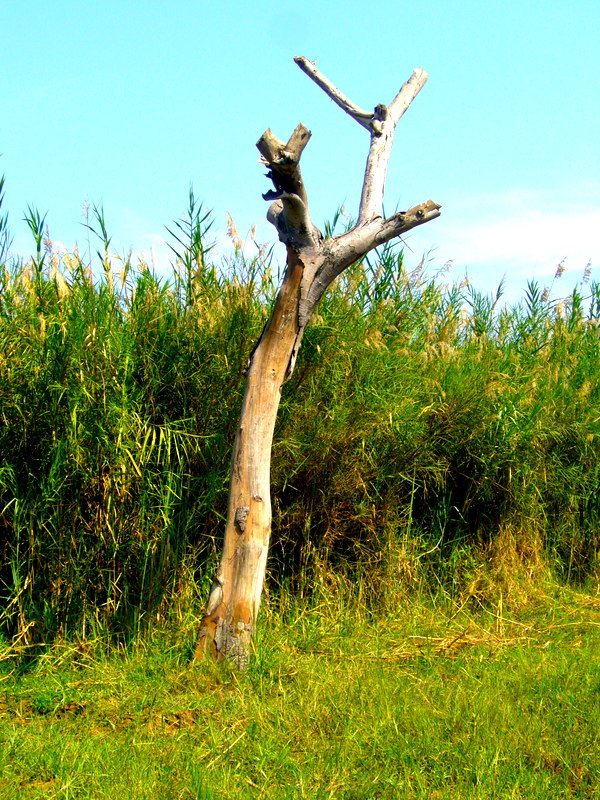
Un arbre sec pendant la saison des pluies dans le parc national. Juillet 2022.
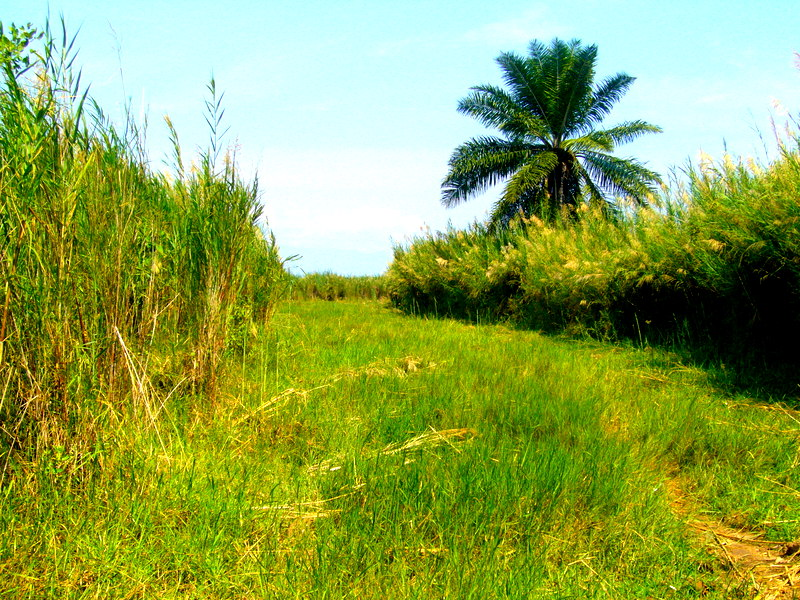
Autre arbre dans le parc. Juin 2022.

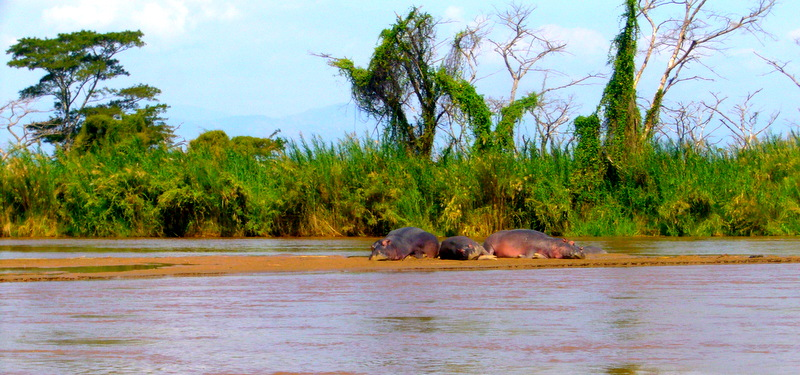
Hippopotames dormant sur le sable au bord de la rivière Rusizi. Juillet 2022.

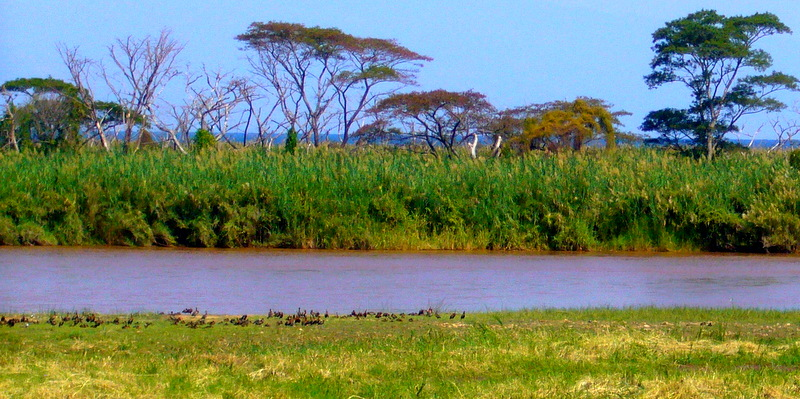
Des oiseaux au bord de la rivière Rusizi. Juillet 2022.

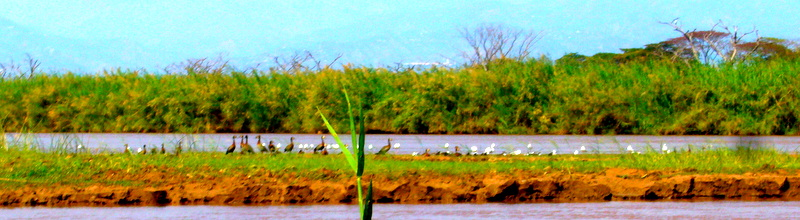
D'autres oiseaux dans le parc. Juillet 2022.